# 北区立滝野川第五小学校
北区立滝野川第五小学校（きたくりつたきのがわだいごしょうがっこう）は、東京都北区昭和町3丁目にある公立小学校。

## 沿革
出典
- 1925年（大正15年）2月23日 - 東京府北豊島郡滝野川第五尋常小学校創立。
- 1932年（昭和7年）10月1日 - 東京市滝野川第五尋常小学校と改称。
- 1941年（昭和16年）4月1日 - 国民学校令により、東京市滝野川第五国民学校と改称。
- 1944年（昭和19年）8月22日 - 戦局の悪化により、第一次学童集団疎開実施。男児は群馬県吾妻郡高山村に、女児は群馬県四万に、それぞれ疎開した。
- 1945年（昭和20年）
  - 3月22日 - 第二次学童集団疎開実施。
  - 4月14日 - 戦災により、校舎全焼。貝塚ゴム研の部屋を借用して、授業再開。
- 1947年（昭和22年）4月1日 - 学制改革により、東京都北区立滝野川第五小学校と改称。
- 1948年（昭和23年）3月16日 - 木造平屋の復興校舎落成。
- 1956年（昭和31年）2月26日 - 創立30周年記念式典挙行し、祝賀会開催。
- 1963年（昭和38年）3月2日 - 校旗制定。
- 1965年（昭和40年）2月23日 - 創立40周年記念式典挙行し、祝賀会開催。
- 1975年（昭和50年）2月23日 - 創立50周年記念式典挙行し、祝賀会開催。
- 1984年（昭和59年）11月20日 - 創立60周年記念式典挙行し、祝賀会開催。
- 1986年（昭和61年）4月1日 - 学校警備が機械警備に変更。
- 1994年（平成6年）11月26日 - 創立70周年記念式典挙行し、祝賀会開催。
- 1995年（平成7年）1月31日 - 夜間校庭解放設備設置。
- 2002年（平成14年）4月1日 - 給食民間委託開始。
- 2004年（平成16年）11月6日 - 創立80周年記念式典挙行し、祝賀会開催。
- 2007年（平成19年）4月1日 - 和室設置。
- 2009年（平成21年）
  - 4月24日 - JRC加盟。
  - 9月1日 - 教育相談室改修。
- 2010年（平成22年）3月31日 - 地上デジタル工事完了。
- 2011年（平成23年）
  - 5月7日 - 土曜授業開始。
  - 12月1日 - 特別支援教室設置。
- 2014年（平成26年）11月8日 - 創立90周年記念式典挙行し、祝賀会開催。
- 2024年（令和6年）5月25日 - 創立100周年記念大運動会開催。

## 教育目標
人間尊重の精神に基づき、心身ともに健康で、自らの力で未来を築くとともに、広く国際社会に貢献できる教養ある人間の育成を目指す。
- ○人を思いやる子
- ○よく考える子
- ○心も体もきたえる子

## 通学区域
出典
- 上中里2丁目
- 上中里3丁目
- 昭和町1丁目
- 昭和町2丁目
- 昭和町3丁目
- 栄町

## 進学先中学校
出典
公立中学校に進学する場合
- 北区立堀船中学校

## アクセス
- 都営バス「草64」系統で、「梶原」バス停より、
  - 王子駅経由池袋駅東口行・とげぬき地蔵行停留所から、徒歩約190m・約3分。
  - 新三河島駅経由浅草雷門方面行停留所から、徒歩約315m・約5分。
- 都電荒川線梶原停留場より、
  - 大塚駅前・早稲田方面行電停から、徒歩約230m・約3～4分。
  - 荒川車庫前・三ノ輪橋方面行電停から、徒歩約260m・約4分。
    - なお、「荒川車庫前停留場」（荒川区）からも、アクセス可能（徒歩約330m・約4分）。
- JR東日本東北本線（宇都宮線）・高崎線尾久駅から、徒歩約630m・約10分。
- JR東日本京浜東北線上中里駅から、徒歩約645m・約10分（本線を跨ぐ跨線橋経由）。

## 学校周辺
本校は荒川区との区境線に近く、「◯」が付されている施設は荒川区に所在する。
- 昭和町診療所
- JR東日本東北本線（宇都宮線）・高崎線
  - 尾久駅
- JR東日本尾久車両センター
- 東京都道306号王子千住夢の島線
- 北区立昭和町児童遊園
- 昭和町区民センター
  - 北区立図書館昭和町図書館
- バーミヤン尾久店
- 川口印刷工業◯
- ファミリーマート上中里三丁目店
- 東京福祉大学王子キャンパス
- このほか、マンション・アパートや中小規模の医療施設なども点在する。

## 有名な卒業生
- 水森かおり（演歌歌手）